# Terror Firmer
Terror Firmer est une comédie d'horreur américaine réalisée par Lloyd Kaufman et sortie en 1999.

## Synopsis
Une petite équipe de tournage indépendante dirigée par un metteur en scène aveugle tente de mettre sur pied une nouvelle aventure du superhéros Toxic Avenger. Mais les obstacles ne tardent pas à se multiplier : aux strictes contraintes budgétaires et surtout à l'incompétence crasse de la petite troupe, s'ajoutent les méfaits d'une tueuse en série qui sème la mort et la terreur dans les environs.

## Fiche technique
- Genre : Horreur comédie
- Interdits au moins 12 ans[Où ?]

## Distribution
- Will Keenan : Casey
- Alyce LaTourelle : Jennifer
- Lloyd Kaufman : Larry Benjamin, le metteur en scène aveugle
- Trent Haaga : Jerry
- Sheri Wenden : la femme mystérieuse / serveuse
- Debbie Rochon : Christine
- Yaniv Sharon : Naked P.A.
- Charlotte Kaufman : Audrey Benjamin
- Gary Hrbek : Toddster
- Joe Fleishaker : Jacob Gelman
- Ron Jeremy : le père de Casey
- Greg 'G-Spot' Siebel : Ward
- Mario Díaz : DJ
- Mo Fischer : Andy
- Lyle Derek : Asshole P.A.
- Trace Burroughs : Edgar Allan
- Édouard Baer : Dragueur français #1
- Joseph Malerba : Dragueur français #2
- Roy David : Jeff / Toxie
- Sean Pierce : Moose

## Analyse
Autoproclamée « trash », cette farce macabro-lubrique développe, avec provocation et mauvais goût, un humour débridé et délibérément vulgaire. Ce titre s'inscrit donc bien dans la grande tradition des productions indépendantes new-yorkaises Troma qui connut son heure de gloire internationale avec la série des Toxic Avenger, et le film illustre justement, de la façon la plus fantaisiste, la conception d'un de ses épisodes[réf. nécessaire].

## Autour du film
- Le rôle du metteur en scène aveugle est ironiquement tenu par Lloyd Kaufman, justement auteur de ce film.
- Le Toxic Avenger fait des apparitions dans le film
- En guise de « clins d'œil », on notera, noyée dans cette attroupement décadent, la profusion d'interventions amicales, telles celle du hardeur vedette Ron Jeremy, du metteur en scène Eli Roth, des cocréateurs de South Park, Matt Stone et Trey Parker, ainsi que des acolytes français Édouard Baer, Joseph Malerba et Ariel Wizman dans de courts rôles.
- Sarah Claire est mentionnée.